# M/T Gradac
M/T Gradac je bio trajekt za lokalne linije, u sastavu flote hrvatskog brodara Jadrolinije. Brod je izgrađen 1955. godine u Kalmaru za Ångbåts Ab Kalmarsund pod imenom Kalmarsund VII. Plovio je na pruzi Kalmar - Färjestaden.
Jadrolinija ga kupuje 1972. godine i daje mu ime Gradac. Brod plovi na prugama Split - Stari Grad i Split - Vira.
25.09.1991. brod je postavio mine pred ulaz u vojnu luku Lora.
Gradac je raspremljen 1994., a izrezan je 1995. u Chioggiji.
Pokretao ga je jedan stroj Nohab - Polar, snage 882 kW i mogao je ploviti brzinom od 10 čvorova.
Imao je kapacitet prijevoza 350 osoba i 30 automobila. 
Pojavljuje se u spotu Mate Mise Kovaca "Svi pjevaju, ja ne cujem".